# St. Laurentius (Muggendorf)

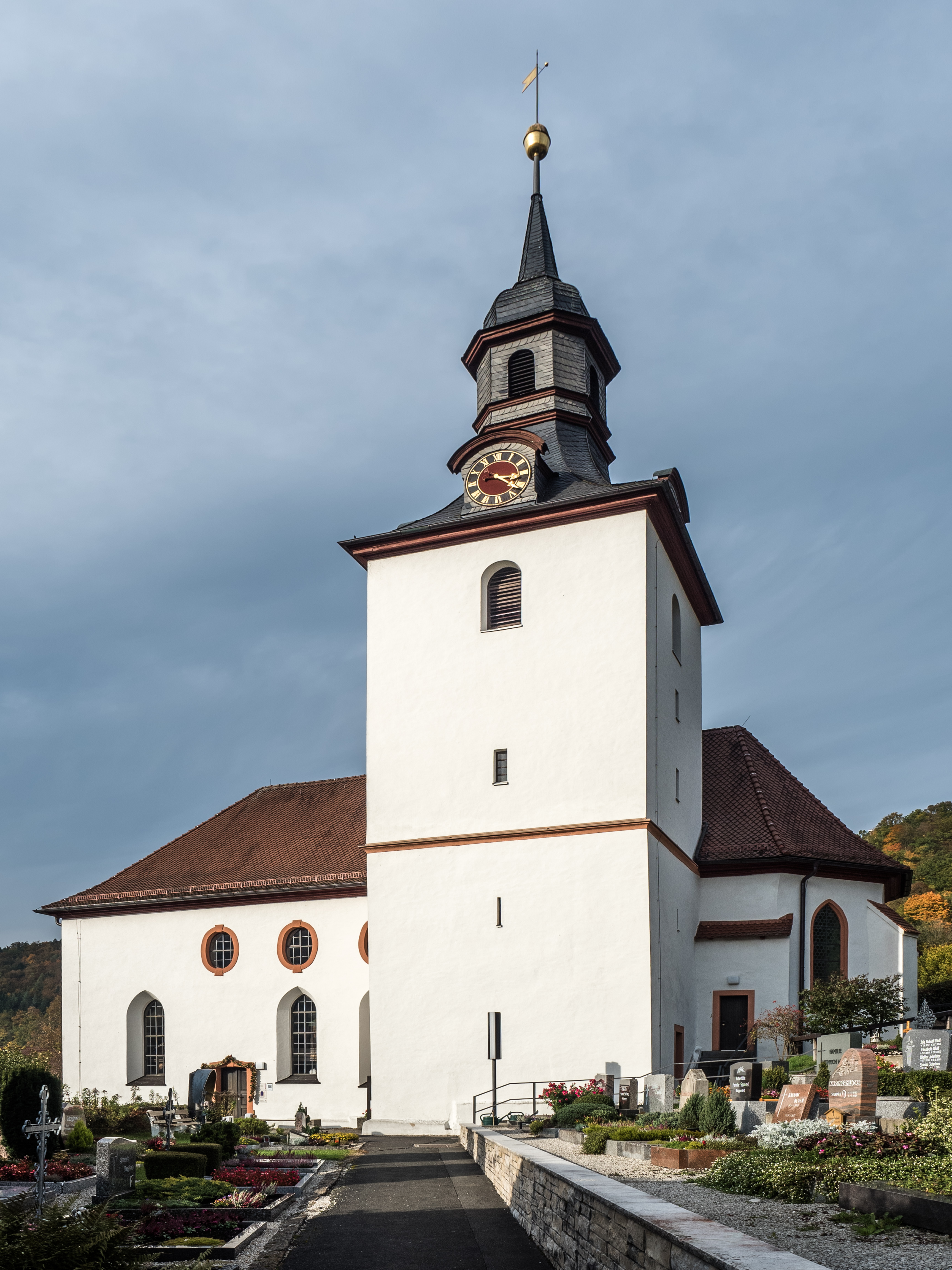
St. Laurentius (Muggendorf)

Die denkmalgeschützte evangelische Pfarrkirche St. Laurentius steht in Muggendorf, einem Gemeindeteil des Marktes Wiesenttal im Landkreis Forchheim (Oberfranken, Bayern). Das Bauwerk ist unter der Denkmalnummer D-4-74-176-3 als Baudenkmal in der Bayerischen Denkmalliste eingetragen. Die Pfarrei gehört zum Dekanat Forchheim im Kirchenkreis Bayreuth der Evangelisch-Lutherischen Kirche in Bayern.

## Beschreibung
Die gotische Saalkirche wurde nach einem Stadtbrand 1632 wieder aufgebaut. Sie besteht aus einem Langhaus, einem eingezogenen, dreiseitig geschlossenen Chor und einem Chorflankenturm auf quadratischem Grundriss an seiner Südwand, der 1743/45 aufgestockt wurde. Sein Dach in Form eines Pyramidenstumpfes, aus dem sich zwischen den Dachgauben für die Zifferblätter der Turmuhr ein achteckiger Dachreiter erhebt, erhielt er erst im 19. Jahrhundert, ebenso seine Glockenhaube, die spitz ausläuft. Die Wände des Langhauses wurden 1784 erhöht, dort befinden sich Rundfenster. 
Der Innenraum des Langhauses hat doppelstöckige Emporen an drei Seiten. Die Bilder aus dem 17. Jahrhundert an den Brüstungen der unteren Emporen wurden während einer Renovierung wieder freigelegt. Der Altar von 1661 hat die Form eines doppelstöckigen Triumphbogens, im oberen Stock steht eine Statue des heiligen Laurentius. Die Kanzel von 1785 mit ihrem Schalldeckel hat die Form einer stilisierten Krone. Auf der Wand ihr gegenüber steht ein Schmerzensmann. Das Taufbecken wurde 1668 aufgestellt. Die Orgel mit 21 Registern, zwei Manualen und einem Pedal wurde 1980 von E. F. Walcker & Cie. gebaut.